# 稲津重政
稲津 重政（いなづ しげまさ）は、安土桃山時代の武将。日向伊東氏の家臣。現在の宮崎県宮崎市清武町にあたる日向国宮崎郡の清武城城主。

## 生涯
稲津氏は伊東氏庶流。伊東氏祐が日向に下向する際、付き従い被官化した家系。重政は若くして才能を見出され19歳で当主・伊東祐兵の小姓となり朝鮮出兵にも参陣。慶長3年（1598年）には清武城主に任じられ家老職にも抜擢されるなど祐兵に重用された。

### 宮崎城の戦い
慶長5年（1600年）、石田三成と徳川家康の対立が激化すると、当時大坂にいた当主・祐兵の命によって嫡男祐慶が飫肥に戻され、祐兵の工作によって黒田孝高の軍使宮川伴左衛門が飫肥に使わされた。重政はこの宮川伴左衛門と相談し、東軍への味方の証として、石田方の高橋元種の持城である宮崎城を攻略する計画を立てた。
9月29日、重政は伊東軍の総大将として3千の兵を用いて宮崎城攻撃を指揮した。重政は3千の内1500余りを300ずつ5つの部隊に分けて宮崎城攻略に当たらせ500の兵を清武城に、その他を田野や紫波洲崎などに備えさせた。宮崎城の守兵は城代権藤種盛以下700程であったが重政の巧みな采配もあり伊東軍の攻撃によって一日で落城した（宮崎城の戦い）。この戦いをきっかけに伊東氏は島津氏と一時的な対立状態となり、重政は佐土原、穆佐などを約50の小合戦を転戦しながら宮崎城を守った。
10月18日に瓜生野方面と佐土原方面から2000余りの兵で島津軍が攻め寄せた際に、伊東軍は1100程の兵でこれを打ち破った他、同30日に穆佐、倉岡方面から3200の兵で島津軍が攻め寄せた際にも伊東軍は1000に満たない兵でこれを退けるなど重政は度々寡兵で島津軍を撃退・放逐せしめた。。重政は7ヶ月に亘って宮崎城を守りきり、その武勇は近隣に知れ渡っていたという。

### 稲津の乱
しかし宮崎城落城の時点で高橋元種は徳川方に恭順しており、本領安堵を約束されたため、宮崎城は高橋元種に返還されることになった。この事が契機となり重政は次第に家中で孤立し、更に伊東祐兵が病死して祐慶に代替わりしたことも拍車をかけることとなる。行状も荒れ始め、藩主祐慶は詰問状を作って重政を罷免しようとするが、重政は聞き入れず、ついに切腹を命じられた。これに対し重政は、慶長7年（1602年）10月12日に僅かな手勢で清武城に籠城するが、飫肥藩兵に攻められ10月18日に戦死した（稲津の乱）。享年29。
『日向記』には以下の如く記されている。先の宮崎城攻めの際に重政が祐慶秘蔵の馬を借りて出馬しており、その返却の督促の使者として長倉三吉が出向いたが、重政は世の中の騒乱が治まるのを見計らって返す心算であったとして三吉に悪態をついた。これに三吉は、仮にも祐慶の代理で来ている者に対して無礼であると、脇差を抜いて重政に斬りかかったが重政は奥の座敷に逃れ、重政の家来である阿万三平が走り来て三吉を討ち取った。これを聞き及んだ山田匡徳、松浦久兵衛、長倉戎祐は密談の上で祐慶の母である松寿院へ報告、松寿院は重政を成敗せよと命じた。重政は密かにこれを聞き及び、人質を取って清武城に籠城したという。

## 逸話
『日向纂記』によれば黒田如水の軍使として来ていた宮川伴左衛門は宮崎城での戦いぶりを「掃部助（重政）の軍略は言うに及ばず伊東家中の諸士の勇敢なる様は筑紫においては立花家の家風に似ている」と評した。また宮川伴左衛門らから宮崎城での戦いを聞いた黒田如水は自身の近習を皆呼び集め「伊東軍の戦いぶりを手本とするように」として伊東軍の活躍を絶賛したという。

## 系譜
伊東義祐の時代に祐兵の下で飫肥城に入り、伊東氏が飫肥に戻って以降紫波洲崎地頭となった稲津因幡守重信は伯父。祐慶が大坂から戻る際に付き従い、後に肥後加藤家に仕えた稲津九郎兵衛重房は従兄弟。

## 墓所
重政と妻の墓は宮崎市清武町の、宮崎市立加納小学校南西の丘陵上にある。2メートルを越える板碑状の墓石で、1970年（昭和45年）7月23日付で「稲津掃部助の墓」として宮崎市指定史跡に指定された。